# 巴什马科沃 (奔萨州)
巴什马科沃（羅馬化：Bashmakovo）是俄罗斯奔萨州的市级镇、巴什马科沃区行政中心及规模最大聚居地，地处奔萨州西部，位于州府奔萨西方。镇内设有同名铁路车站，位于奔萨－里亚日斯克线上。
该地2022年人口有9,702人；2010年人口10,416；2002年人口9,783；1989年人口9,935。